# Reencuentros (programa de televisión)
Reencuentros es el programa especial de la Fundación Huésped por el Día Mundial de la Lucha contra el Sida de 2017.
Está protagonizado por: Arturo Puig y Gloria Carrá y cuentan con las participaciones especiales de: María Socas, Tomás Kirzner, Alberto Ajaka, Minerva Casero y Sebastián Wainraich.

## Sinopsis
La trama gira en torno al reencuentro de Micky (Puig) con Angie (Carrá), su hija, luego de 20 años. El tiempo ha moldeado actitudes; ha cambiado formas; ha plateado sienes. Y ha sumado un nuevo integrante al clan. El ahora “abuelo” conocerá a Lucas (Tomás Kirzner), su nieto, quien se convertirá en su apoyo incondicional cuando la vida se torne un tanto difícil.
Todos en la familia entenderán que la vida es también aceptación; aprenderán no solo a confiar en el otro sino también tomarán conciencia de la importancia de cuidarse entre sí.

## Elenco
- Arturo Puig - Micky
- Gloria Carrá - Angie
- María Socas - Vera
- Tomás Kirzner - Lucas
- Alberto Ajaka - Lisandro
- Minerva Casero - Flor
- Lucas García - Dante
- Sebastián Wainraich - Pablo
- Florencia Otero - Guillermina